# Atimia huachucae
Atimia huachucae es una especie de escarabajo longicornio del género Atimia, tribu Atimiini, subfamilia Lamiinae. Fue descrita científicamente por Champlain & Knull en 1922.
La especie se mantiene activa durante los meses de junio, julio, agosto y septiembre.

## Descripción
Mide 9-15 milímetros de longitud.

## Distribución
Se distribuye por México y Estados Unidos.